# Ньютон, Челси
Челси Ньютон (англ. Chelsea Newton; родилась 17 февраля 1983 года, Монро, штат Луизиана, США) — американская профессиональная баскетболистка, которая выступала в женской национальной баскетбольной ассоциации (ЖНБА). Была выбрана на драфте ВНБА 2005 года во втором раунде под двадцать вторым номером командой «Сакраменто Монархс». Играла на позиции атакующего защитника. По окончании своей карьеры вошла в тренерский штаб родной студенческой команды «Ратгерс Скарлет Найтс». А в настоящее время она является ассистентом главного тренера команды NCAA «Джорджия Бульдогс».

## Ранние годы
Челси Ньютон родилась 17 февраля 1983 года в городе Монро (штат Луизиана), училась она там же в средней школе Кэрролл, в которой выступала за местную баскетбольную команду.